# 地形软化

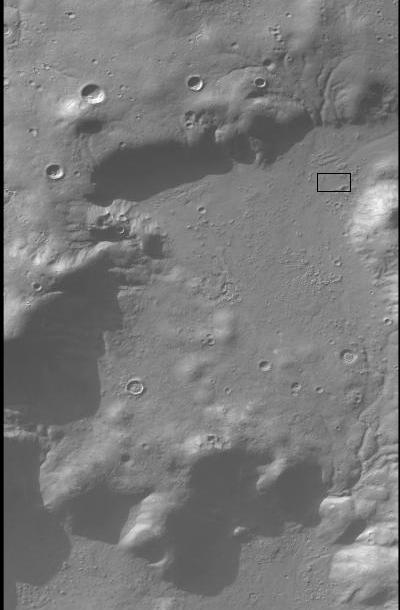
南纬39度阿耳古瑞平原中的软化地形，图像宽度约25公里。请注意，图像中任何地方都没有锐峭的脊线。

地形软化（英語：terrain softening）是指火星南北纬30度以上地区特殊地形。这些地区的地貌外观与赤道附近的截然不同。软化的地形缺少赤道附近所看到的尖峭峰脊，而是较为平滑圆钝。这种钝化被认为是由土壤中高浓度的水冰所引起。“地形软化”一词是1986年由史蒂夫·斯奎尔斯（Steve Squyres）和迈克尔·卡尔（Michael Carr）在研究海盗号火星任务的图像时提出。  

## 外观
在纬度30度以下地区，撞击坑坑壁陡峭、边缘清晰，碗状的坑底平坦流畅。陨石坑平原上的山脊也呈现出轮廓分明的尖峰。然而，在这一纬度以上，这些类似的特征看起来却非常不同。在山脊和陨石坑边缘上看到的峰顶非常圆钝，而且更加模糊。特征的地势起伏（高度）有所降低，小陨石坑明显不太常见。换言之，在别处看上去很尖峭的地形在此地变得“软化”了。 这种质地也被描述为“平坦”或“起伏”，软化的陨坑坑底通常布满同心图案。

## 形成过程解释
在地球上，土壤的扩散蠕变与圆形山坡有关。斯奎尔斯和卡尔将软化的质地归因于地表附近浅层土壤的加速粘性蠕变，并继续将这种加速蠕变与这些纬度存在的地面冰联系起来。这一结论在很大程度上得到了后续研究的证实。20世纪80年代末，人们试图将地形软化与尘埃和风成过程联系起来，虽然这一假设在很大程度上已被最近的观察结果所取代。
地形软化是火星中纬度地区的一系列特征之一，包括舌状岩屑坡、线状谷底沉积、同心坑沉积、纬度相关覆盖层、图案地面、粘滞流特征、弓形脊、复发性斜坡线及冲沟等，其形态和分布强烈表明火星表面存在丰富的水冰。

## 软化和未软化地形的对比
非软化地形

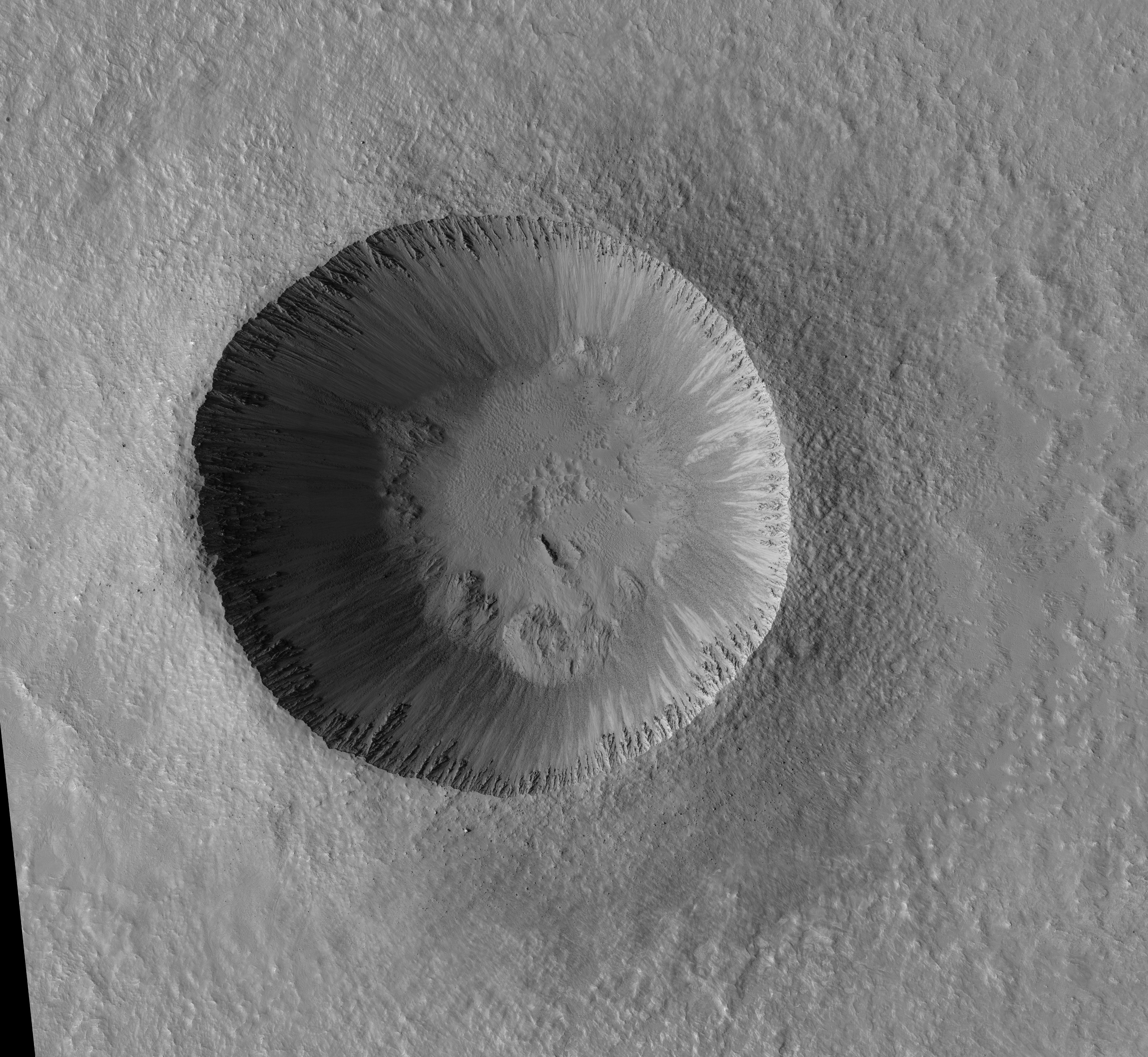
南纬29度孙巴陨击坑
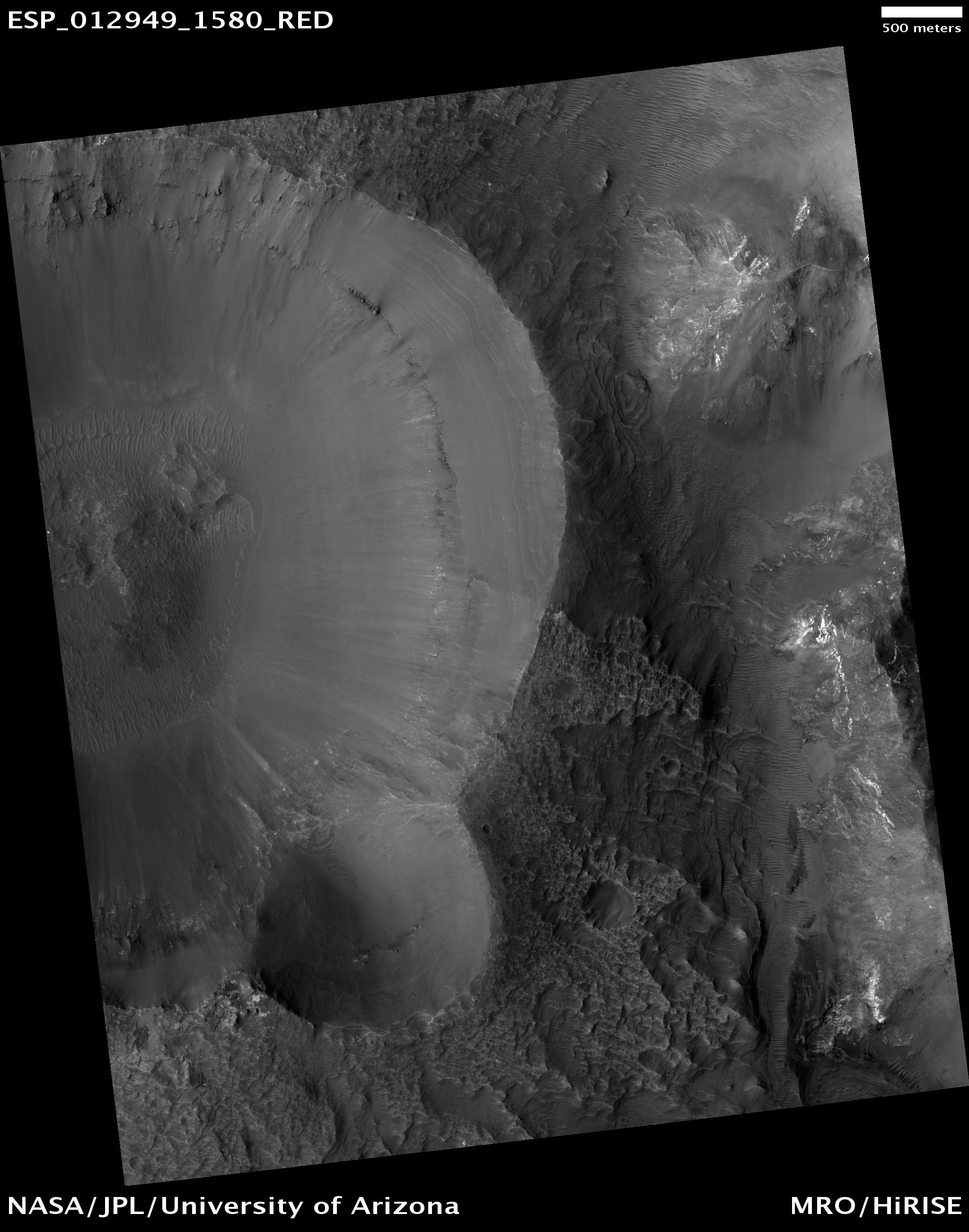
南纬22度嵌入在佐伯陨击坑中的一座小陨坑。
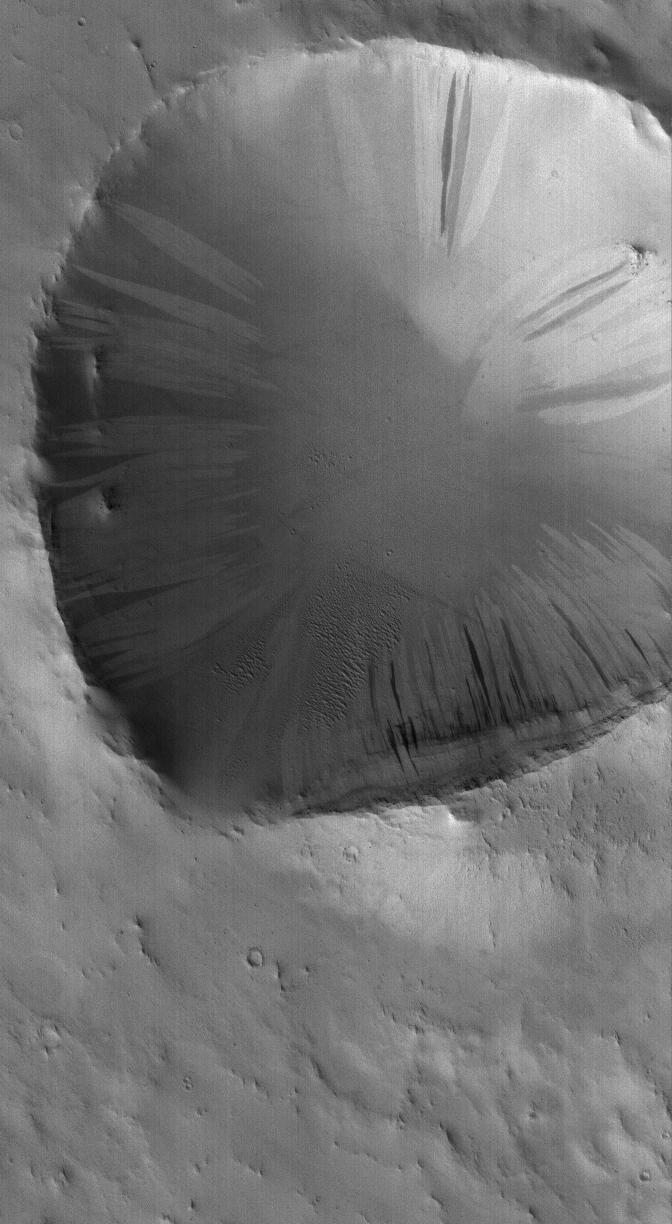
北纬13度阿拉伯高地中的陨石坑。
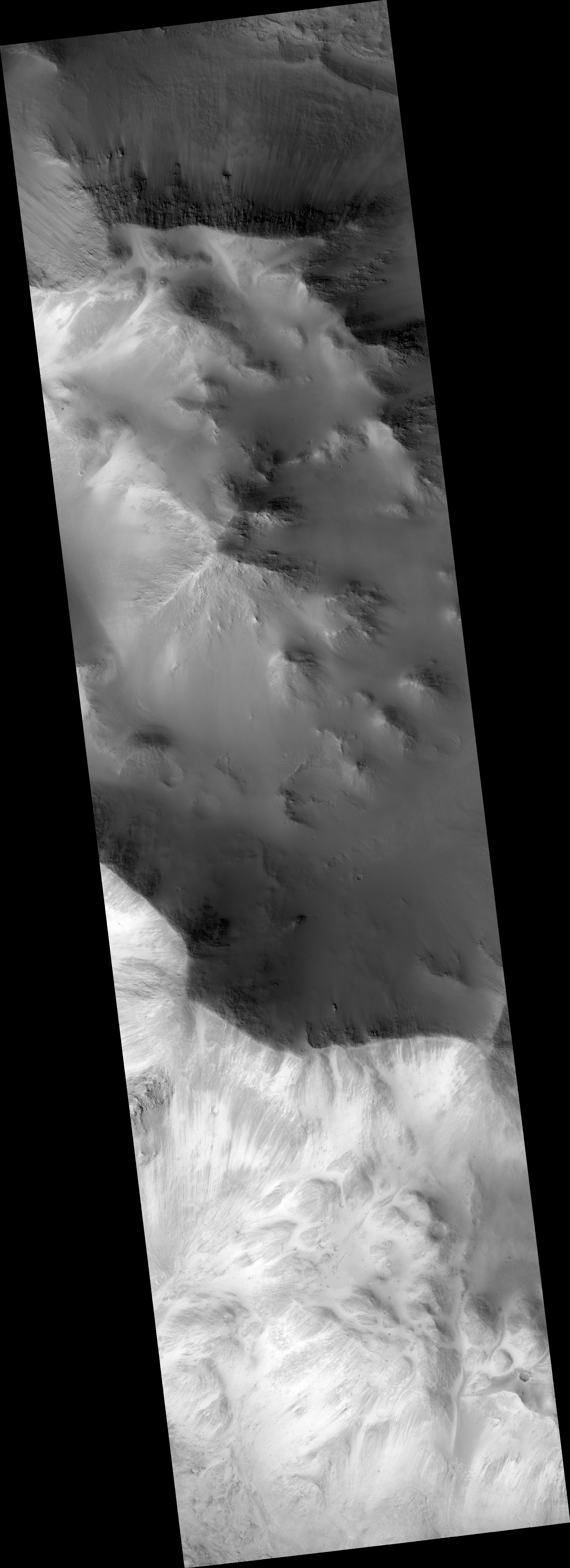
北纬17度拉道陨击坑中的锐峭地形。

软化地形

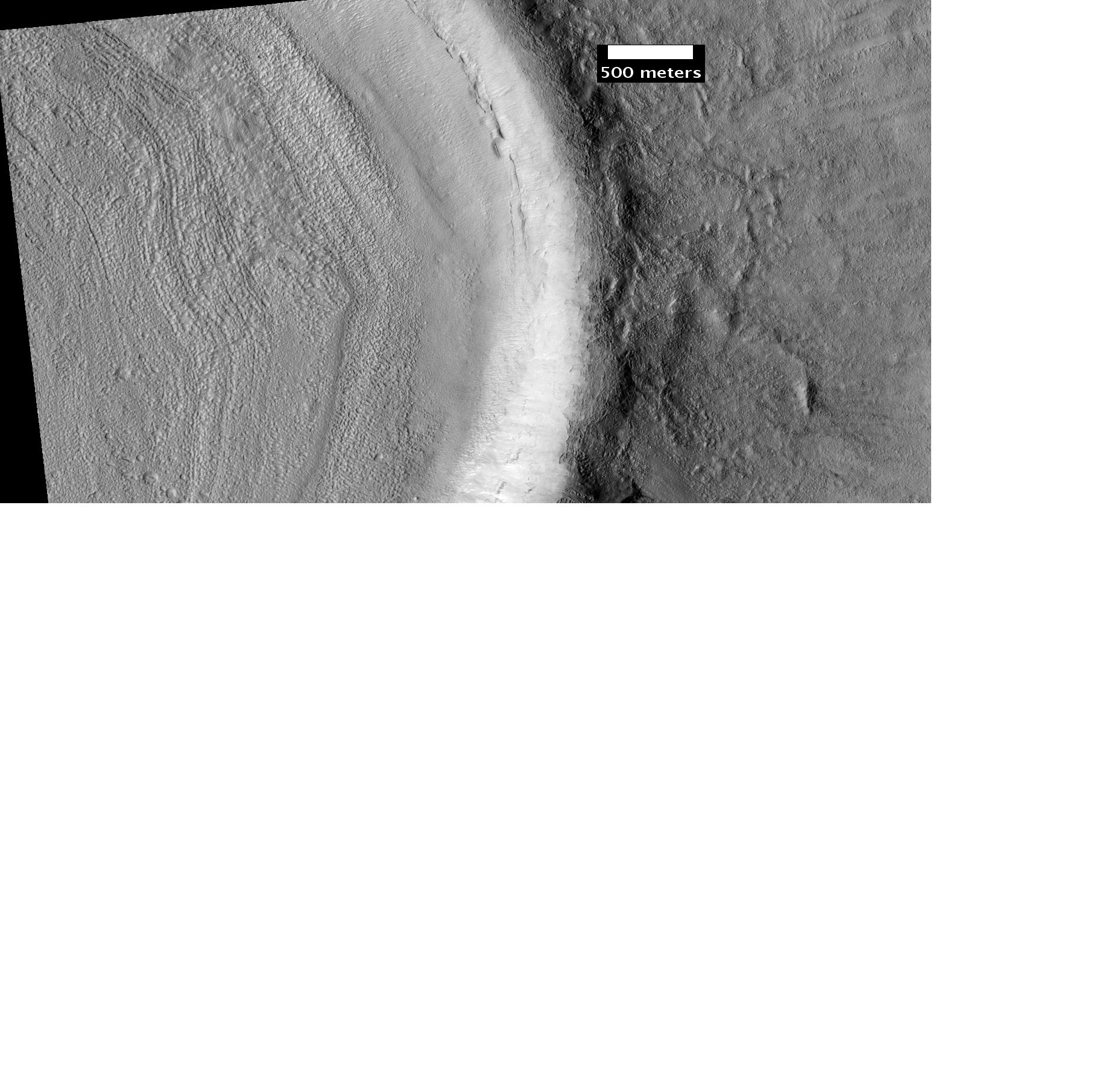
厄里达尼亚区南纬39度一座陨石坑的部分坑壁及同心坑沉积。
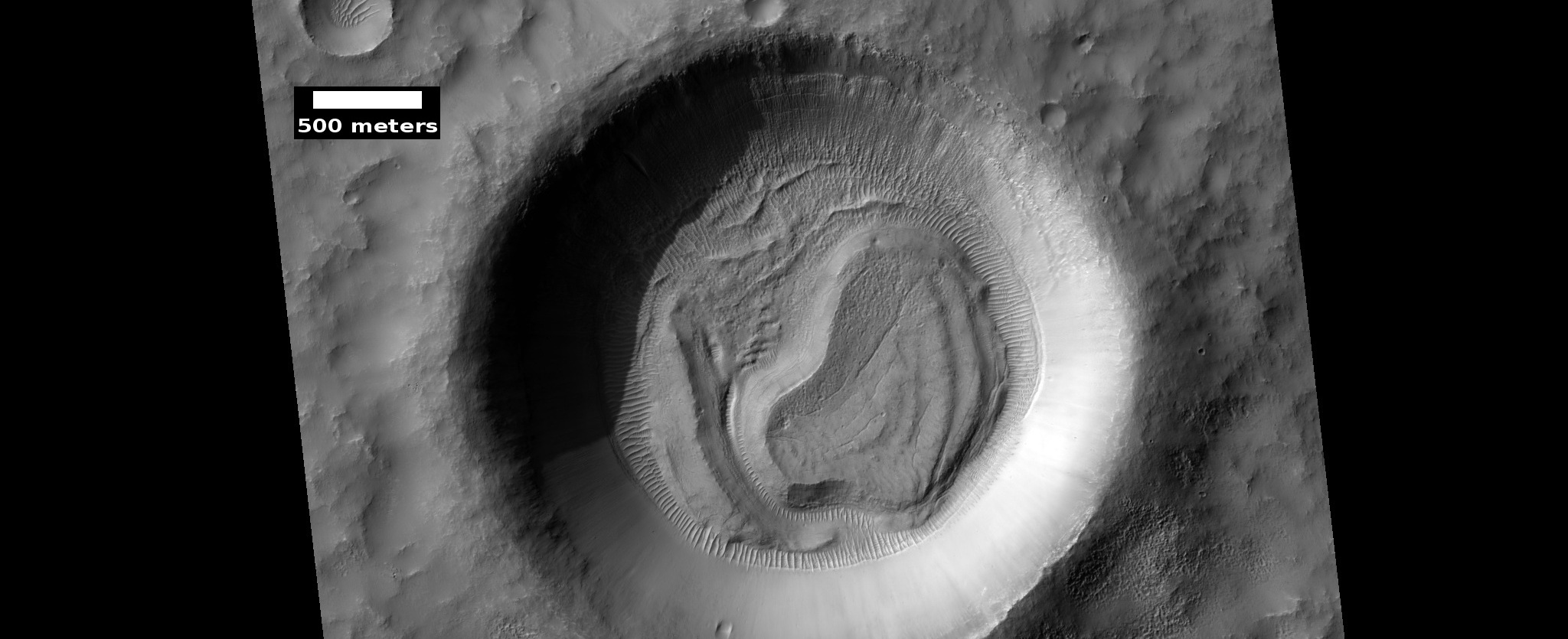
南纬36度的无名坑。
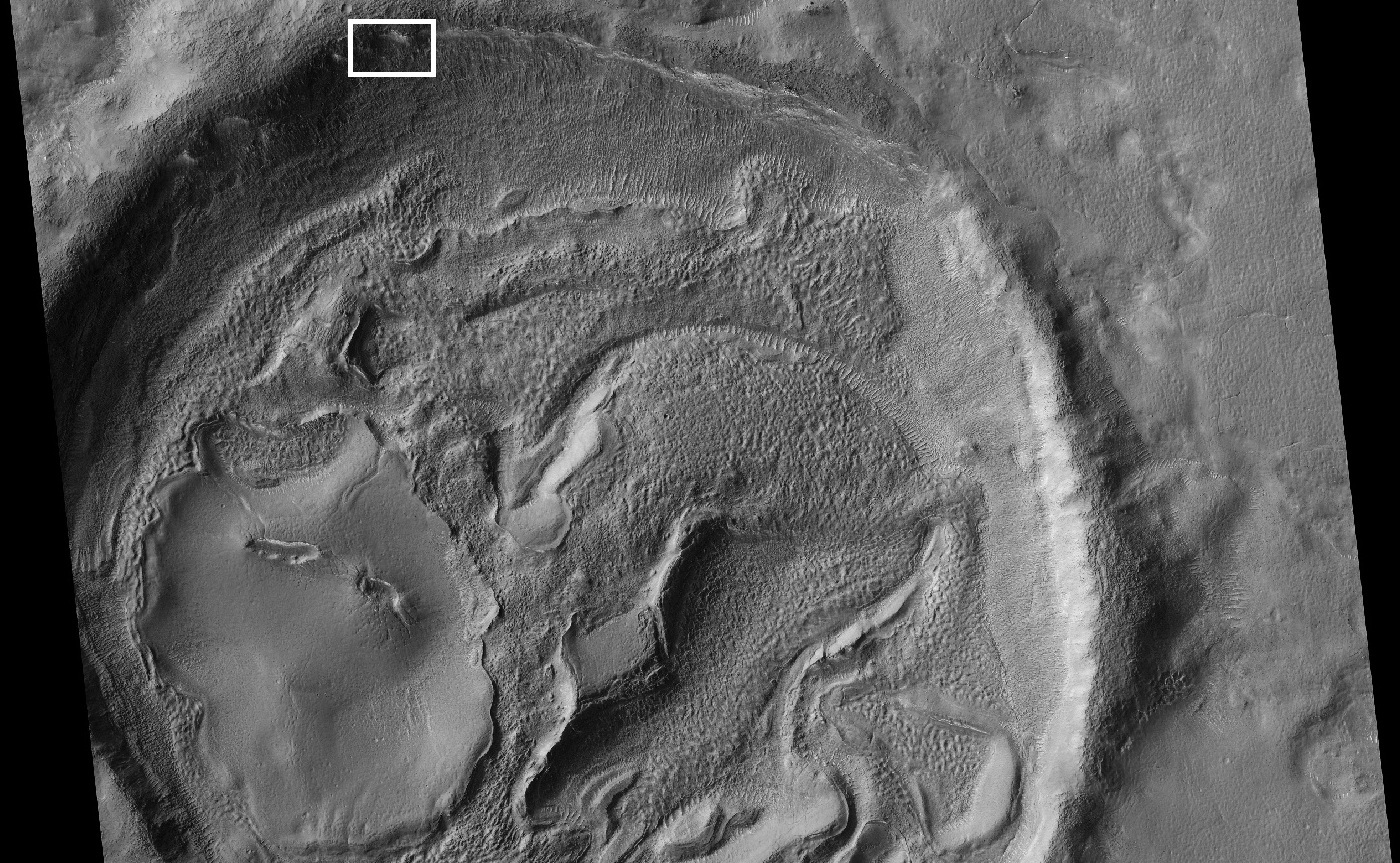
南纬41度一座带有同心坑沉积的无名坑。
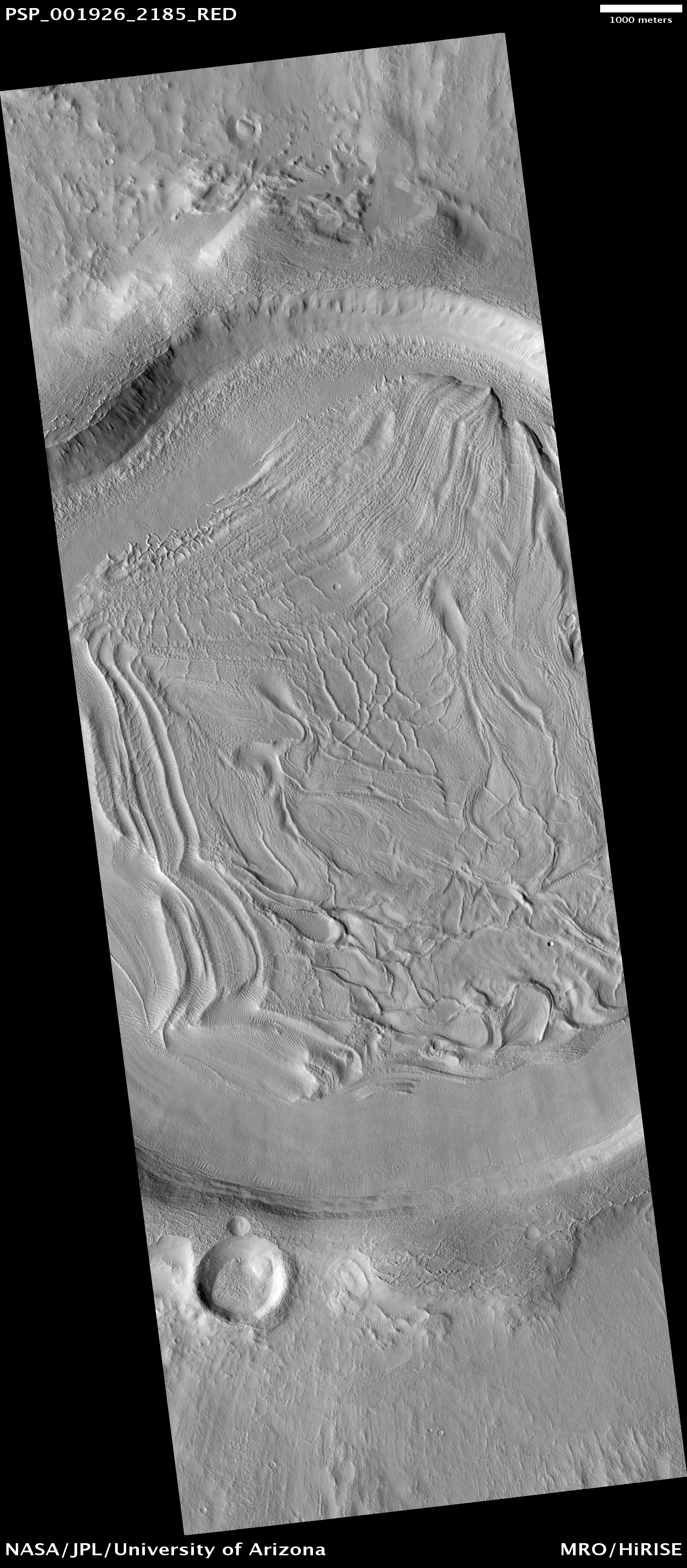
南纬38度一座带有同心坑沉积的无名坑。

## 另请查看
- 火星气候
- 火星地质
- 冰缘作用
- 永久冻土
- 泥流
- 火星水文——行星火星上的水文